# Мальтийский сокол (фильм, 1931)
«Мальтийский сокол» (англ. The Maltese Falcon) — американский криминальный фильм режиссёра Роя Дель Рута, который вышел на экраны в 1931 году.
Фильм поставлен по одноимённому роману Дэшила Хэмметта 1930 года и рассказывает о частном детективе Сэме Спейде (Рикардо Кортес), который ведёт розыск исторической статуэтки, известной как Мальтийский сокол.
Это была первая экранизация романа, которая получила положительные отзывы критики. Однако с введением в 1932 году Производственного кодекса на прокат картины был наложен запрет, и в 1941 году киностудия Warner Bros выпустила новый фильм под тем же названием, который сегодня считается одним из самых выдающихся фильмов нуар. Её режиссёром стал Джон Хьюстон, а главную роль Сэма Спейда исполнил Хамфри Богарт. В 1960-е годы с фильма 1931 года был снят цензурный запрет, и чтобы избежать путаницы с фильмом 1941 года, он стал транслироваться на американском телевидении под названием «Опасная женщина».

## Сюжет
В Сан-Франциско к частному детективу Сэму Спейду (Рикардо Кортес) обращается красивая молодая дама Рут Уондерли (Биби Даниелс) с просьбой проследить за неким Флойдом Тёрсби, который якобы сбежал с её сестрой. Тем временем вернувшийся из командировки партнёр Спейда по имени Майлс Арчер (Уолтер Лонг), сняв телефонную трубку в приёмной, слышит, как его жена Айва (Тельма Тодд) объясняется Спейду в любви. Зайдя в кабинет Спейда, Арчер сразу же соглашается проследить за Тёрсби, тем более, что Рут платит за это приличные деньги. Среди ночи детектив полиции Том Полхаус (Дж. Фаррелл Макдональд) будит Спейда, сообщая ему, что Арчер был застрелен, и приглашает его на место преступления. Спейд отказывается осматривать тело убитого партнёра, вместо этого обмениваясь репликами на китайском языке с торговцем из расположенной рядом лавки. Некоторое время спустя Полхаус и его начальник, лейтенант Данди (Роберт Эллиотт) приходят домой к Спейду, выясняя у него, что Арчер следил за Тёрсби, который, как сообщают полицейские, также был убит. Учитывая, что между двумя убийствами прошло 45 минут, Полхаус и Данди предполагают, что Спейд мог убить Тёрсби из мести за своего товарища, однако, не имея никаких улик, они удаляются. На следующий день Спейд приходит к Рут, рассчитывая выяснить подлинные причины того, зачем она наняла его и Арчера. Она сознаётся, что вчера сказала неправду, однако умоляет Спейда продолжить заниматься её делом, хотя и не объясняет, в чём оно заключается. Рут рассказывает, что Тёрсби был её партнёром, который только что прибыл из Гонконга, но она перестала ему доверять и теперь опасается за свою жизнь. Так и не выяснив ничего существенного, Спейд уже собирается уходить, но затем решает всё-таки взять в качестве гонорара 500 долларов. Вернувшись в офис, Спейд говорит секретарше Эффи (Уна Меркел) удалить имя Арчера с надписи на двери их кабинета. Вскоре появляется доктор Джоэл Кайро (Отто Матисон), который предлагает Спейду 5 тысяч долларов, если тот сможет достать эмалированную фигурку чёрной птицы, которую он пытается вернуть её «полноправному владельцу». Ничего не зная о статуэтке, Спейд решает разобраться в том, о чём идет дело, и вступает с ним в игру. Неожиданно Кайро достаёт пистолет, намереваясь обыскать Спейда и его кабинет. Детектив легко разоружает и сам обыскивает Кайро, после чего соглашается достать статуэтку, возвращая Кайро его оружие. Тем же вечером в своей квартире Спейд расспрашивает Рут о Кайро и о чёрной птице. Услышав о предложении Кайро, она явно нервничает, и, опасаясь потерять Спейда, решает его соблазнить. В этот момент появляются Данди и Полхаус, которые в прихожей расспрашивают Спейда о его романтических отношениях с Айвой. Когда полицейские уже собираются уходить, из комнаты раздаётся крик Рут, и, войдя внутрь, все трое видят, что она держит на мушке Кайро. Спейд превращает эту сцену в шутку старых друзей, после чего Кайро уходит вместе с полицейскими, а Спейд и Рут проводят вместе романтическую ночь. На следующее утро, пока Рут спит в его кровати, Спейд достаёт из её сумочки ключ и тщательно обыскивает её гостиничный номер, однако ничего там не находит. Вернувшись домой, Спейд встречает у дверей Айву Арчер, от которой пытается избавиться. Однако Айва успевает заметить в спальне Рут, после чего в раздражении уходит, угрожая рассказать обо всём, что ей известно, лейтенанту Данди.
Спейд получает записку от Каспера Гатмана (Дадли Диггс) с просьбой немедленно прибыть для разговора о чёрной птице. За выпивкой и сигарами Гатман, который оказывается главой банды охотников за сокровищами, рассказывает детективу историю статуэтки Мальтийский сокол, которая изготовлена из золота и инкрустирована драгоценными камнями, а снаружи для маскировки покрыта чёрной эмалью. Спейд блефует, заявляя Гатману, что «за правильную цену» может достать фигурку за пару дней, и они заключают сделку, согласно которой детектив получит четверть стоимости птицы, которая может достигнуть полумиллиона долларов. В качестве аванса Гатман выдаёт детективу 1000-долларовую банкноту, однако прибывший в этот момент Кайро отводит Гатмана в сторону, говоря ему избавиться от Спейда, у которого нет Сокола. По словам Кайро, Рут отдала статуэтку капитану Джэйкоби (Агостино Боргато), корабль которого «Ла Палома» прибывает из Гонконга сегодня вечером. После этого Гатман незаметно подсыпает в рюмку Спейду снотворное и забирает у него свои 1000 долларов. По возвращении в офис Спейд видит, что Эффи заснула за своим рабочим столом. Неожиданно врывается человек в форме морского капитана с чемоданом в руке, который, не успев сказать ни слова, падает на пол и умирает. По документам Спейд определяет, что это капитан Джэйкоби, а в чемодане с инициалами «Р. У.» оказывается фигурка чёрной птицы. Спейд сдаёт чемодан с птицей в камеру хранения, отправляя квитанцию на адрес своего почтового отделения. После того, как Айва рассказала всё полиции, Спейда вызывает окружной прокурор (Морган Уоллес), угрожая арестовать его за убийство Арчера, однако Спейд уговаривает его дать ему 24 часа, обещая за это время найти настоящих убийц.
Рут заманивает Спейда в свою квартиру, где его поджидают вооружённые Кайро и Гатман. Зная, что Сокол у Спейда, Гатман даёт ему конверт с десятью 1000-долларовыми банкнотами, но Спейд кроме этого требует, чтобы Гатман назначил «козла отпущения», на которого можно было бы списать убийства Арчера, Тёрсби и Джэйкоби, предлагая на эту роль киллера Гатмана по имени Вилмер Кук (Дуайт Фрай). Однако Гатман, который испытывает к Вилмеру особые нежные чувства, отказывается, и тогда Спейд предлагает на эту роль Кайро. В ответ Кайро заявляет, что так как Спейду заплатили, то в соответствии со сделкой первым делом он должен принести птицу, и они договариваются, что детектив доставит её завтра утром. Когда Рут выходит, чтобы приготовить кофе и сэндвичи, Гатман говорит Спейду, что она выкрала одну банкноту из его конверта, провоцируя детектива на то, чтобы он заставил её раздеться и обыскал. Когда Спейд выяснят, что банкноты при ней нет, он обвиняет в краже Гатмана, что тот легко признаёт. В присутствии Вилмера Спейд настаивает на том, чтобы Гатман всё-таки избрал его козлом отпущения, что Кайро и Гатман шёпотом обсуждают между собой. Чувствуя, что его сейчас сдадут, Вилмер достаёт пистолет с стреляет, однако Спейд успевает ударить его, лишая чувств, после чего Гатман и Кайро сразу же соглашаются на предложение Спейда в обмен на получение статуэтки. Спейд по телефону просит Эффи утром зайти на почту, забрать письмо с квитанцией, получить по ней в камере хранения чемодан и доставить его к Гатману. Как часть их договора, Гатман рассказывает детективу, что это Вилмер убил Тёрсби и Джэйкоби, предполагая получить у них статуэтку. При этом, по словам Гатмана, Джэйкоби не имел отношения к их банде, просто Рут нашла его в Гонконге, и, воспользовавшись своими женскими чарами, уговорила перевезти статуэтку в Сан-Франциско. Когда утром Эффи приносит чемодан, Гатман, Рут и Кайро, забыв обо всём, судорожно открывают его и изучают статуэтку чёрной птицы. Воспользовавшись моментом, Вилмер выпрыгивает в окно и убегает. Гатман быстро устанавливает, что статуэтка оказывается поддельной, предполагая, что её предыдущий владелец, некий русский из Константинополя, узнав её истинную ценность, обманул людей Гатмана и продал им копию без золота и драгоценностей. Гатман и Кайро решают продолжить охоту за Мальтийским соколом, намереваясь отправиться в Константинополь. Перед расставанием Гатман под угрозой оружия отбирает у Спейда конверт с десятью тысячами долларов.
Сразу же после их ухода Спейд звонит детективу Полхаусу с тем, чтобы тот немедленно арестовал Гатмана, Кайро и Вилмера по обвинению в двух убийствах, обещая представить оружие Вилмера в качестве доказательства. Оставшись наедине с Рут, Спейд обвиняет её в убийстве Арчера с тем, чтобы убрать со своего пути Тёрсби и заполучить статуэтку себе. После того, как она сознаётся в этом убийстве, Спейд заявляет, что, даже несмотря на то, что он любит её, он всё равно сдаст её полиции. Появившиеся вскоре Данди и Полхаус сообщают, что, прежде чем Вилмера задержали, он успел застрелить Гатмана и Кайро. Спейд передаёт им оружие Вилмера, заявляя также, что у него есть доказательство того, что Арчера убила Рут, и полицейские уводят и её. Некоторое время спустя газеты сообщают, что Спейд «произвёл сенсацию на процессе Рут, представив китайского торговца Ли Фу Гау, который был единственным свидетелем убийства Арчера и определённо опознал Рут как убийцу». Спейд навещает Рут в тюрьме, сообщая, что его назначили главным следователем в офисе окружного прокурора. Спейд поручает тюремной надзирательнице обращаться с Рут хорошо и давать ей всё, что она попросит. Когда надзирательница спрашивает, кто будет за это платить, Спейд просит присылать счета ему в офис окружного прокурора.

## В ролях
- Биби Даниелс — Рут Уондерли
- Рикардо Кортес — Сэм Спейд
- Дадли Диггс — Каспар Гатман
- Уна Меркел — Эффи Перайн
- Роберт Эллиотт — детектив, лейтенант Данди
- Тельма Тодд — Айва Арчер
- Отто Матисон — доктор Джоэл Кайро
- Уолтер Лонг — Майлс Арчер
- Дуайт Фрай — Уилмер Кук
- Дж. Фаррелл Макдональд — детектив, сержант Том Полхаус
- Агостино Боргато — капитан Джон Джэйкоби
- Морган Уоллес — окружной прокурор

## Производство
Это третий фильм по произведениям Дэшила Хэмметта после картин «Огни придорожного заведения» (1930) и «Городские улицы» (1931), и первый фильм с участием детектива Сэма Спейда, а также единственный фильм, сделанный практически без влияния цензуры.
Рабочие названия фильма — «Все женщины», «Женщина мира» и «Опасная женщина». Вошедшие в фильм уличные сцены в Сан-Франциско выполнены с помощью комбинирования снятых в студии актёров с материалом, снятым на натуре.

## Прокатная судьба фильма и другие киноверсии романа
Как отмечено на сайте Американского института киноискусства, после успеха картины в первичном прокате кинокомпания Warner Bros. в 1936 году сделала попытку повторно выпустить фильм на экраны, однако получила отказ Администрации Производственного кодекса по причине его «распутного» содержания. Это подтолкнуло кинокомпанию к созданию новой версии фильма под названием «Сатана встретил леди» с Бетт Дейвис и Уорреном Уильямом, которую в 1936 году поставил Уильям Дитерле. Некоторые моменты истории в этом фильме были изменены, и в целом он приобрёл большую комедийную направленность. Ещё одна постановка под названием «Мальтийский сокол» была осуществлена режиссёром Джоном Хьюстоном в 1941 году, в главных ролях сыграли Хамфри Богарт и Мэри Астор. Эта постановка стала классической, однако при этом режиссёр был вынужден отказаться от некоторых тем, представленных в фильме 1931 года, в частности, от тем гомосексуализма и откровенной сексуальности. Так, в версии 1931 года есть сцена из романа Хэмметта, в которой Сэм заставляет Рут раздеться, чтобы обыскать её в поисках пропавшей 1000-долларовой банкноты, которой нет в последующих киноверсиях. Также в другие киноверсии не вошли сцены из фильма 1931 года, когда некая дама, предположительно, Айва Арчер, после объятий со Спейдом выходит и его офиса, поправляя чулки, и когда мисс Уандерли показана моющейся в ванной. Фильм 1931 года также более открыто затрагивает гомосексуальную тему, в частности, в обмене репликами и прозвищами между персонажами. Так, Вилмера называют «бойфрендом» Гатмана, Эффи шутя описывает Кайро как «красотку», а Спейд и Данди иронично называют друг друга «милым», «дорогим» и «драгоценным». Эти моменты не вошли в фильм Хьюстона из-за вступивших в силу строгих цензурных ограничений.
Цензурные ограничения с фильма 1931 года были сняты только во второй половине 1960-х годов, после чего, чтобы избежать путаницы с более известным фильмом «Мальтийский сокол» 1941 года, он стал демонстрироваться в США по телевидению под названием «Опасная женщина». В 1975 году была выпущена пародийная версия истории под названием «Чёрная птица», а в 1978 года вышел фильм «Дешёвый детектив», который был пародией как на «Мальтийский сокол», так и на другие картины с участием Богарта — «Касабланка» (1942) и «Большой сон» (1946).

## Оценка фильма критикой
После выхода фильма на экраны рецензент «Нью-Йорк Таймс» дал фильму чрезвычайно высокую оценку, написав, что «Рой Дель Рут сделал великолепный фильм на основе отличной детективной истории», сохранив все её интригующие повороты. Критик отметил, что «приключения Сэма Спейда на протяжении всего фильма изложены гладко, живо, с изящным юмором и острым умом. Персонаж Спейда, которого Кортес сыграл с обезоруживающей лёгкостью и теплом, неимоверно самобытен и привлекателен». Отметив «исключительно хорошую игру всех актёров», критик тем не менее написал, что «это прежде всего фильм Кортеса и Дель Рута, а также, вероятно, Хэмметта».
Современная критика также оценивает фильм положительно, при этом отмечая, что он всё-таки уступает великолепной картине 1941 года. В частности, Деннис Шварц отмечает, что «этот фильм близок первоисточнику и сходен по содержанию с фильмом 1941 года, отличаясь, прежде всего, актёрским составом, и тем, как актёры трактуют свои роли». Так, «Кортес играет Спейда более элегантно, чем Богарт, он создаёт образ латинского любовника в традиции Валентино, это настоящий женский кумир с красивой внешностью и томным взглядом. Для Кортеса офис служит местом любовных свиданий, в то время, как для Богарта это скорее ворота в мир преступности». В свою очередь, «роковая женщина в исполнении Даниелс не столь по-змеиному коварна, как Мэри Астор, а Гатман у Дадли Диггса, хотя и намного худее, но настолько же елейный, как и у Сидни Гринстрита». Шварц также указывает на то, что «это более чувственная и эротичная картина, потому что ещё не существовало Производственного кодекса, и кинематографистам не надо было переживать по поводу цензуры, как это было при создании более поздних версий. Потому обнажённая роковая женщина в ванной частного детектива, которая демонстрирует свои голые плечи, а также кадр, где миссис Арчер видит её в кимоно в квартире Спейда, остались неотцензурированными». Брендон Хэнли написал, что фильм «оставляет обычное ощущение картины, сделанной в студийных условиях на ранней стадии звукового кино. Он вышел в прокат прямо накануне роста интереса к детективным фильмам по мере того, как фильмы ужасов и гангстерские фильмы теряли популярность. Умелый режиссёр Рой Дель Рут ставит картину на достаточно приличном уровне, а плодовитый, но известный по лёгким ролям второго плана Рикардо Кортес справляется с собственной версией Сэма Спейда, создавая образ весёлого и неугомонного ловеласа».